# 시스코 시스템즈

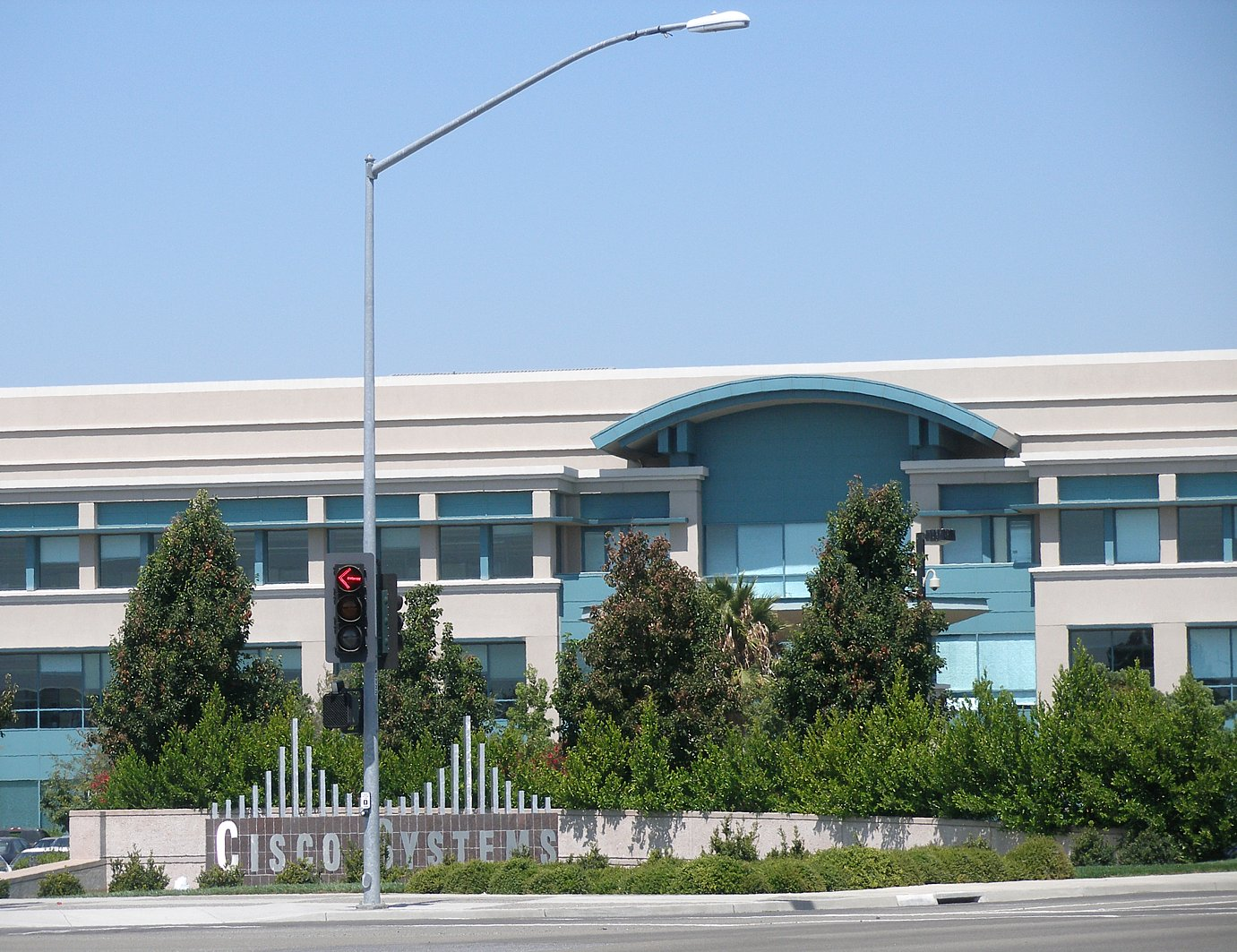
시스코 시스템즈 본사

시스코 시스템즈(영어: Cisco Systems, Inc.)는 네트워킹 하드웨어, 보안 서비스 등을 제공하는 미국의 다국적 기업이다. 본사는 미국 캘리포니아주 새너제이에 소재하고 있다.

## 역사
캘리포니아주 산호세에 본사를 둔 시스코는 1984년 스탠포드 대학교의 컴퓨터공학 연구원이었던 렌 보삭(Len Bosack)과 샌디 러너(Sandy Lerner) 부부에 의해 설립된 이후 지속적인 성장과 발전을 거듭해 왔다.

### 2014년 매출 감소
시스코는 2014년 2월 12일(현지시간) 회계연도 2분기(지난해 11월~올해 1월) 매출은 112억달러를 기록했으며 순이익 14억3000만달러를 기록했다고 발표했다. 매출은 전년 동기대비 7% 감소했으며 순이익은 55% 급락한 수치다.
존 체임버스 시스코 회장은 실적발표를 통해 이같은 매출 부진이 당분간 이어질 것으로 전망했다. 자체 회계연도 3분기 매출도 최대 8% 감소할 것으로 내다봤다. 이는 중국, 브라질, 멕시코, 인도, 러시아 등 신흥시장 내 부진이 결정적인 원인으로 꼽히고 있는데 수요도 눈에 띄게 줄어들고 있다는게 시스코측 분석이다.
지역별 매출은 북미지역이 9%, 아시아 태평양지역이 4%씩 감소했다. 미국 회계기준(GAAP) 기준 주당 이익은 0.47달러로 시장 예상인 0.46 달러를 소폭 웃돌고 있다는 평가이다.

## 브랜드 소개
- 네이버 세계 브랜드 백과 - 시스코
- 다음 백과 글로벌 기업 스토리 - 시스코

## 같이 보기
- 시스코 IOS
- CCNA